# Bożanka
Bożanka is een plaats in het Poolse district  Bytowski, woiwodschap Pommeren. De plaats maakt deel uit van de gemeente Trzebielino en telt 100 inwoners.